# Zagyvafő vára

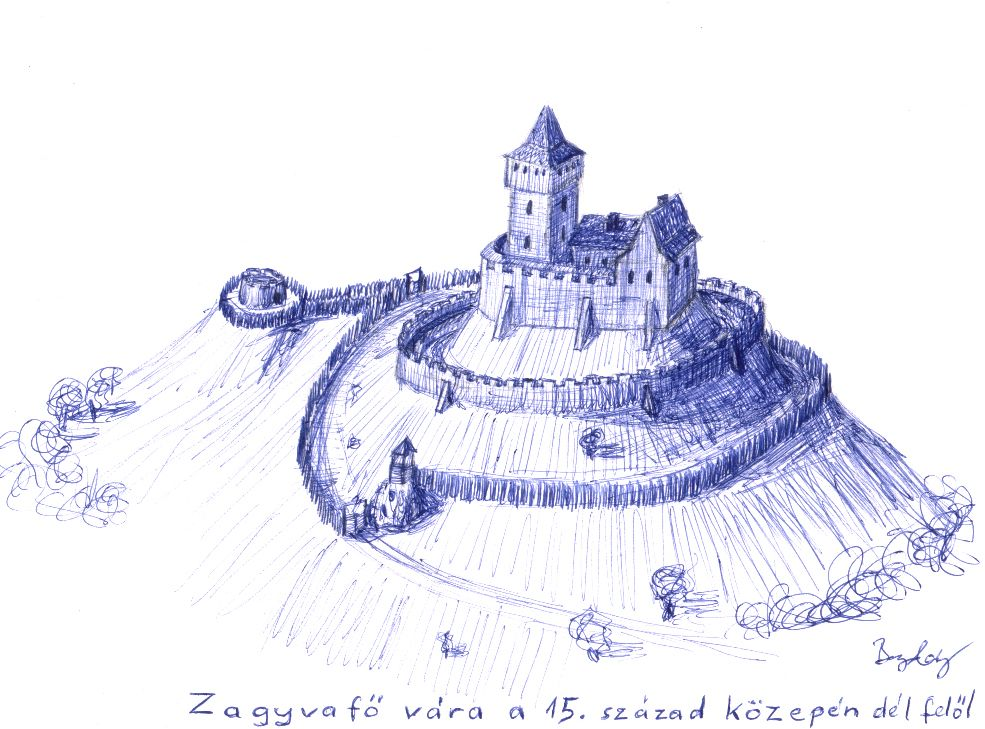
Zagyvafő várának rekonstrukciója

Zagyvafő vára a közeli Zagyvaróna mellett emelkedő 423 méter magas várhegyen állt egykor a tatárjárás után a Kacsics nemzetség tagjai által épített vár.

## Fekvése
Salgótarjántól északkeletre, Zagyvaróna közelében található.

## Története
A 11. század elején kialakított királyi várispánságok idején került Tarján és környéke a Kacsics nemzetség birtokába. A tatárjárás után e nemzetség tagjai építették Zagyvafő várán kívül Somoskő és Salgó várát is.
A vár a 15. század közepén az országba hívott husziták foglalták el 1457-ben, majd Giskra huszita zsoldosvezér birtokolta hosszabb ideig. A husziták ellen Mátyás király indított támadást és Salgó várával együtt Zagyvafőt is visszafoglalta tőlük. A legenda szerint az ostrom közben egy nyílvessző eltalálta és megsebesítette a királyt, aki ezen annyira feldühödött, hogy leromboltatta a várat.
Tény, hogy Zagyvafő vára a huszitáktól való visszafoglalása után a hadtörténetben már nem szerepelt, hadászati jelentőségét elveszítette, falai a következő évszázadokban már csak omladoztak.
Mára a sűrű bozóttal és fával benőtt hegyormon csupán néhány falmaradvány, elszórt kövek és a hegytetőt körülvevő száraz várárok maradt fenn az egykori várból.